# 铁硫簇
铁硫簇（英語：Iron-sulfur cluster，又称为Fe-S簇）是铁与硫化物的集合体中心。通常在铁硫蛋白的生物功能方面的文章中会谈到铁硫簇。许多铁硫簇在有机金属化学领域被人知晓并被作为生物学铁硫簇的合成类似物的前体（见图）。

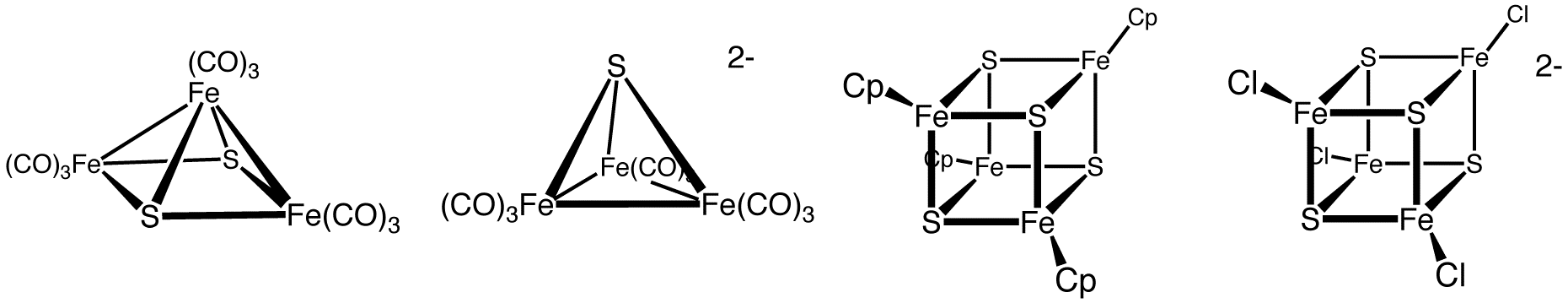
合成的铁硫簇图解（从左到右）：Fe_{3}S_{2}(CO)_{9}、[Fe_{3}S(CO)_{9}]^{2-}、(C_{5}H_{5})_{4}Fe_{4}S_{4}以及[Fe_{4}S_{4}Cl_{4}]^{2-}